# Dragon Ball Z: Kiken na Futari! Super Senshi wa Nemurenai
Dragon Ball Z: Broly trở lại lần nữa (ドラゴンボールZ 危険なふたり!超戦士はねむれない Doragon Bōru Zetto Kiken na Futari! Sūpā Senshi wa Nemurenai) là bộ phim hoạt hình Dragon Ball Z thứ 11. Được sản xuất tại Nhật Bản vào ngày 12 tháng 3 năm 1994 và tại Hoa Kỳ năm 2007.

## Lồng tiếng
| Nhân vật | Lồng tiếng (Tiếng Nhật) | Lồng tiếng (Tiếng Anh) |
| -------- | ----------------------- | ---------------------- |
| Goku     | Nozawa Masako           | Sean Schemmel          |
| Gohan    | Nozawa Masako           | Kyle Hebert            |
| Goten    | Nozawa Masako           | Kara Edwards           |
| Trunks   | Kusao Takeshi           | Laura Bailey           |
| Videl    | Minaguchi Yuko          | Kara Edwards           |
| Krillin  | Tanaka Mayumi           | Sonny Strait           |
| Broly    | Shimada Bin             | Vic Mignogna           |
| Narrator | Yanami Joji             | Kyle Hebert            |

## Âm nhạc
- OP
  1. "WE GOTTA POWER"
    - Lời: Mori Yukinojō, Nhạc: Kiyoka Chiho, Arrangement: Yamamoto Kenji, Thể hiện: Kageyama Hironobu
      - Lời bài hát
- ED
  1. Kiseki no Big Fight (奇蹟のビッグ・ファイト The Miraculious Big Fight?)
    - Lời: Mori Yukinojō, Thể hiện: Kageyama Hironobu